# 橋本興産
橋本興産株式会社（はしもとこうさん）は、長崎県長崎市に本社を置く電線・ケーブルの商社として全国に展開する企業。

## 沿革
- 1950年 - 橋本電気商事として発足。
- 1962年 - 株式会社橋本電気商事設立。
- 1968年 - 資本金1,000万円に増資。
- 1977年 - 現社名に変更。
- 1992年 - 資本金3,000万円に増資。
- 1993年 - 本社新社屋建設。
- 1994年 - 橋本篤德　代表取締役就任。
- 2005年 - 営業部に外商営業とオフィス営業開設。
- 2007年 - 資本金3,500万円に増資。
- 2008年 - 資本金4,100万円に増資。
- 2009年 - 営業部にWEB営業開設。
- 2011年 - 「ISO9001」認証取得。
- 2012年 - 関西出張所開設（大阪市中央区）。
- 2015年 - 東京営業所開設（東京都千代田区西神田）。
- 2016年 -「ISO9001-2015版」認証取得。
- 2019年 -「ISO9001-2015版」 更新認証取得。
- 2022年 -「ISO9001-2015版」 更新認証取得。
- 2024年 - 資本金5,000万円に増資。

## 主な取引メーカー
- プロテリアル（旧：日立金属）
- フジクラ・ダイヤケーブル
- 西日本電線
- 東日京三電線
- 沖電線
- 太陽ケーブルテック
- 日立産機システム
- 寺崎電気産業
- ニチフ
- 戸上電機製作所